# Beaurieux (Noorderdepartement)
Beaurieux is een gemeente in het Franse Noorderdepartement (regio Hauts-de-France) en telt 175 inwoners (2005). De plaats maakt deel uit van het arrondissement Avesnes-sur-Helpe.

## Geografie
De oppervlakte van Beaurieux bedraagt 7,3 km², de bevolkingsdichtheid is 24,0 inwoners per km².
De onderstaande kaart toont de ligging van Beaurieux (Noorderdepartement) met de belangrijkste infrastructuur en aangrenzende gemeenten.

## Demografie
Onderstaande figuur toont het verloop van het inwonertal (bron: INSEE-tellingen).